# Championnat de Cuba de football
Le championnat de Cuba de football (Liga Nacional de Fútbol à partir de 2017, Campeonato Nacional de Fútbol avant) est une compétition annuelle de football qui représente le sommet de la hiérarchie de ce sport à Cuba. Créé en 1912, il regroupe seize équipes, chacune représentant une province du pays.

## Histoire
Depuis 1963, le championnat est constitué par des équipes représentant chaque province du pays. En effet, avant cette date, seuls des clubs amateurs y participaient. Cette époque est dominée par les clubs de la capitale qui s'octroient 47 des 49 titres mis en jeu. S'y distinguent en particulier les clubs fondés par les communautés espagnoles de La Havane qui collectionnent les titres : CD Centro Gallego et Real Iberia (8 titres chacun) ou encore Juventud Asturiana (7). L'international cubain Juan Tuñas s'illustre en étant sacré meilleur buteur du championnat durant quatre saisons d'affilée (1938-1939-1940-1941).
L'introduction du professionnalisme s'avère un échec, même si un championnat de football professionnel voit le jour entre 1948 et 1956, la révolution cubaine de 1959 abolit le sport professionnel.
Le découpage du pays en 14 provinces et une municipalité spéciale survenu en 1976 a une conséquence sur la structure du football cubain puisque depuis 1978 chaque province est représentée par un club portant son nom. Le palmarès du championnat, jusque-là dominé par les clubs de La Havane, change considérablement et voit l'avènement du FC Villa Clara, de la province éponyme, s'octroyer 14 titres de champion entre 1978 et 2016.

## Les clubs de l'édition 2023
| \| Artemisa Mayabeque Matanzas Holguín Camagüey La Habana Santiago de Cuba Villa Clara Cienfuegos Guantánamo Las Tunas Ciego de Ávila Isla de la Juventud Granma Sancti Spíritus Pinar del Río \| Localisation des équipes engagées. |
| Artemisa Mayabeque Matanzas Holguín Camagüey La Habana Santiago de Cuba Villa Clara Cienfuegos Guantánamo Las Tunas Ciego de Ávila Isla de la Juventud Granma Sancti Spíritus Pinar del Río                                          |

| Équipe                 | Ville         | Province           |
| FC Artemisa            | San Cristóbal | Artemisa           |
| FC Cienfuegos          | Cienfuegos    | Cienfuegos         |
| FC Isla de la Juventud | Nueva Gerona  | Île de la Jeunesse |
| FC La Habana           | La Havane     | La Havane          |
| FC Matanzas            | Matanzas      | Matanzas           |
| FC Mayabeque           | Güines        | Mayabeque          |
| FC Pinar del Río       | Pinar del Río | Pinar del Río      |
| FC Villa Clara         | Zulueta       | Villa Clara        |

| Équipe              | Ville            | Province         |
| CF Camagüey         | Minas            | Camagüey         |
| FC Ciego de Ávila   | Morón            | Ciego de Ávila   |
| CF Granma           | Jiguaní          | Granma           |
| FC Guantánamo       | Guantánamo       | Guantánamo       |
| FC Holguín          | Banes            | Holguín          |
| FC Las Tunas        | Manatí           | Las Tunas        |
| FC Sancti Spíritus  | Sancti Spíritus  | Sancti Spíritus  |
| FC Santiago de Cuba | Santiago de Cuba | Santiago de Cuba |

## Palmarès

### Localisation des clubs champions (depuis 1978)
| \| FC Artemisa (1) CF Camagüey (1) FC La Habana (6) FC Villa Clara (14) FC Cienfuegos (5) FC Ciego de Ávila (5) FC Pinar del Río (8) FC Holguín (1) FC Santiago de Cuba (4) \| Localisation des clubs champions depuis 1978 (entre parenthèses le nombre de titres). |
| FC Artemisa (1) CF Camagüey (1) FC La Habana (6) FC Villa Clara (14) FC Cienfuegos (5) FC Ciego de Ávila (5) FC Pinar del Río (8) FC Holguín (1) FC Santiago de Cuba (4)                                                                                             |

### Palmarès par saison
| Saison    | Champion national                     | Deuxième                                 | Meilleur buteur | Total buts              |
| 1912      | Rovers AC (La Havane)                 | -                                        | - | -                       |
| 1913      | CD Hatuey (La Havane)                 | -                                        | - | -                       |
| 1914      | Rovers AC (La Havane)                 | -                                        | - | -                       |
| 1915      | Hispano América (La Havane)           | -                                        | - | -                       |
| 1916      | La Habana FC                          | -                                        | - | -                       |
| 1917      | FC Iberia (La Havane)                 | -                                        | - | -                       |
| 1918      | FC Iberia (La Havane)                 | -                                        | - | -                       |
| 1919      | Hispano América (La Havane)           | -                                        | - | -                       |
| 1920      | Hispano América (La Havane)           | -                                        | - | -                       |
| 1921      | Hispano América (La Havane)           | -                                        | - | -                       |
| 1922      | FC Iberia (La Havane)                 | -                                        | - | -                       |
| 1923      | FC Iberia (La Havane)                 | -                                        | - | -                       |
| 1924      | Olimpia (La Havane)                   | -                                        | - | -                       |
| 1925      | Fortuna FC (La Havane)                | -                                        | - | -                       |
| 1926      | FC Real Iberia (La Havane)            | -                                        | - | -                       |
| 1927      | Juventud Asturiana (La Havane)        | -                                        | - | -                       |
| 1928      | FC Real Iberia (La Havane)            | -                                        | - | -                       |
| 1929      | FC Real Iberia (La Havane)            | -                                        | - | -                       |
| 1930      | Deportivo Español (Santiago de Cuba)  | -                                        | - | -                       |
| 1931      | Centro Gallego (La Havane)            | -                                        | - | -                       |
| 1932      | Centro Gallego (La Havane)            | -                                        | - | -                       |
| 1933      | Juventud Asturiana (La Havane)        | -                                        | - | -                       |
| 1934      | FC Real Iberia (La Havane)            | -                                        | - | -                       |
| 1935      | Juventud Asturiana (La Havane)        | -                                        | - | -                       |
| 1936      | Juventud Asturiana (La Havane)        | -                                        | - | -                       |
| 1937      | Centro Gallego (La Havane)            | -                                        | - | -                       |
| 1938      | Centro Gallego (La Havane)            | -                                        | Juan Tuñas (Centro Gallego) | ??                      |
| 1939      | Centro Gallego (La Havane)            | -                                        | Juan Tuñas (Centro Gallego) | ??                      |
| 1940      | Centro Gallego (La Havane)            | -                                        | Juan Tuñas (Centro Gallego) | ??                      |
| 1941      | Juventud Asturiana (La Havane)        | -                                        | Juan Tuñas (Juventud Asturiana)                                                                                                   | 28                      |
| 1942      | Deportivo Puentes Grandes (La Havane) | -                                        | - | -                       |
| 1943      | Deportivo Puentes Grandes (La Havane) | -                                        | - | -                       |
| 1944      | Juventud Asturiana (La Havane)        | -                                        | Antonio Vinyets (Juventud Asturiana)                                                                                              | 12                      |
| 1945      | Centro Gallego (La Havane)            | -                                        | - | -                       |
| 1946      | Championnat non disputé               | Championnat non disputé                  | Championnat non disputé | Championnat non disputé |
| 1947      | Centro Gallego (La Havane)            | -                                        | - | -                       |
| 1948      | Juventud Asturiana (La Havane)        | -                                        | - | -                       |
| 1949      | Diablos Rojos (Santiago de Cuba)      | -                                        | - | -                       |
| 1950      | Hispano América (La Havane)           | -                                        | - | -                       |
| 1951      | Deportivo San Francisco (La Havane)   | -                                        | - | -                       |
| 1952      | Deportivo San Francisco (La Havane)   | -                                        | - | -                       |
| 1953      | Deportivo San Francisco (La Havane)   | -                                        | - | -                       |
| 1954      | Deportivo San Francisco (La Havane)   | -                                        | - | -                       |
| 1955      | Deportivo San Francisco (La Havane)   | -                                        | - | -                       |
| 1956      | Casino Español (La Havane)            | -                                        | - | -                       |
| 1957      | Deportivo San Francisco (La Havane)   | -                                        | - | -                       |
| 1958      | Deportivo Mordazo (La Havane)         | -                                        | Quimbo Ocanto (Deportivo San Francisco)                                                                                           | ??                      |
| 1959      | Deportivo Mordazo (La Havane)         | -                                        | - | -                       |
| 1960      | El Cerro FC (La Havane)               | -                                        | - | -                       |
| 1961      | Deportivo Mordazo (La Havane)         | -                                        | - | -                       |
| 1962      | Championnat non disputé               | Championnat non disputé                  | Championnat non disputé | Championnat non disputé |
| 1963      | Industriales (La Havane)              | -                                        | - | -                       |
| 1964      | Industriales (La Havane)              | -                                        | - | -                       |
| 1965      | La Habana                             | -                                        | - | -                       |
| 1966      | La Habana                             | -                                        | - | -                       |
| 1967      | La Habana                             | -                                        | - | -                       |
| 1968      | Granjeros (Camagüey)                  | -                                        | - | -                       |
| 1969      | Granjeros (Camagüey)                  | -                                        | - | -                       |
| 1970      | Granjeros (Camagüey)                  | -                                        | - | -                       |
| 1971      | Championnat non disputé               | Championnat non disputé                  | Championnat non disputé | Championnat non disputé |
| 1972      | Industriales (La Havane)              | -                                        | - | -                       |
| 1973      | Industriales (La Havane)              | -                                        | - | -                       |
| 1974      | Azucareros (Las Villas)               | -                                        | - | -                       |
| 1975      | Granjeros (Camagüey)                  | -                                        | Ramón Núñez (Mineros) | 9                       |
| 1976      | Azucareros (Las Villas)               | -                                        | Ramón Núñez (Mineros) | 11                      |
| 1977      | Granjeros (Camagüey)                  | -                                        | Ramón Núñez (Mineros) | 13                      |
| 1978      | FC Ciudad de La Habana                | FC Villa Clara                           | Urbano Ankle (FC Las Tunas) | 14                      |
| 1979      | FC Ciudad de La Habana                | FC Villa Clara                           | Roberto Pereira (FC Villa Clara) Regino Delgado (FC Villa Clara) Ramón Núñez (FC Las Tunas) Carlos Azcuy (FC Ciudad de La Habana) | 7                       |
| 1980      | FC Villa Clara                        | FC Ciudad de La Habana                   | Regino Delgado (FC Villa Clara)                                                                                                   | 9                       |
| 1981      | FC Villa Clara                        | FC Pinar del Río                         | Agustín Pérez Castillo (CF Camagüey)                                                                                              | 8                       |
| 1982      | FC Villa Clara                        | FC Cienfuegos                            | Dagoberto Lara (FC Cienfuegos) Roberto Pereira (FC Villa Clara)                                                                   | 8                       |
| 1983      | FC Villa Clara                        | FC Pinar del Río                         | Franck Pérez Espinosa (FC Cienfuegos)                                                                                             | 9                       |
| 1984      | FC Ciudad de La Habana                | FC Cienfuegos                            | Andrés Roldán (FC Cienfuegos) | 14                      |
| 1985      | FC Cienfuegos                         | FC Villa Clara                           | Roberto Pereira (FC Villa Clara)                                                                                                  | 19                      |
| 1986      | FC Villa Clara                        | Fuerzas Armadas Revolucionarias (F.A.R.) | Osvaldo Alonso (FC Pinar del Río)                                                                                                 | 19                      |
| 1987      | FC Pinar del Río                      | FC Villa Clara                           | Guillermo Matos (FC Cienfuegos)                                                                                                   | 14                      |
| 1988-1989 | FC Pinar del Río                      | F.A.R.                                   | Franck Pérez Espinosa (FC Cienfuegos) Raimundo García (FC Pinar del Río)                                                          | 6                       |
| 1989-1990 | FC Pinar del Río                      | F.A.R.                                   | Raúl Depestre (FC Villa Clara) | 7                       |
| 1990-1991 | FC Cienfuegos                         | FC Villa Clara                           | Camilo Kindelán (FC Ciudad de La Habana) William Sánchez (FC Santiago de Cuba)                                                    | 5                       |
| 1991-1992 | FC Pinar del Río                      | FC Ciego de Ávila                        | Raimundo García (FC Pinar del Río)                                                                                                | 5                       |
| 1992      | FC Villa Clara                        | FC Pinar del Río                         | Ariel Betancourt (FC Villa Clara)                                                                                                 | 8                       |
| 1993      | FC Ciego de Ávila                     | FC Santiago de Cuba                      | Reemberto Piedra (FC Ciego de Ávila)                                                                                              | 5                       |
| 1994      | FC Ciudad de La Habana                | FC Santiago de Cuba                      | Raimundo García (FC Pinar del Río)                                                                                                | 7                       |
| 1995      | FC Pinar del Río                      | FC Ciego de Ávila                        | Raimundo García (FC Pinar del Río)                                                                                                | 4                       |
| 1996      | FC Villa Clara                        | FC Cienfuegos                            | Osmín Hernández (FC Pinar del Río)                                                                                                | 7                       |
| 1997      | FC Villa Clara                        | FC Pinar del Río                         | Osmín Hernández (FC Pinar del Río)                                                                                                | 5                       |
| 1998      | FC Ciudad de La Habana                | FC Villa Clara                           | Ariel Betancourt (FC Villa Clara)                                                                                                 | 14                      |
| 1999-2000 | FC Pinar del Río                      | FC Ciudad de La Habana                   | Léster Moré (FC Ciego de Ávila)                                                                                                   | 13                      |
| 2000-2001 | FC Ciudad de La Habana                | FC Villa Clara                           | Ariel Betancourt (FC Villa Clara)                                                                                                 | 20                      |
| 2001-2002 | FC Ciego de Ávila                     | CF Granma                                | Ariel Betancourt (FC Villa Clara)                                                                                                 | 17                      |
| 2002-2003 | FC Villa Clara                        | FC Ciudad de La Habana                   | Serguei Prado (FC Villa Clara) | 22                      |
| 2003      | FC Ciego de Ávila                     | FC Villa Clara                           | Léster Moré (FC Ciego de Ávila)                                                                                                   | 32                      |
| 2004-2005 | FC Villa Clara                        | FC Pinar del Río                         | Serguei Prado (FC Villa Clara) | 17                      |
| 2005-2006 | FC Holguín                            | FC Ciudad de La Habana                   | Yordanis Tielves (FC Matanzas) | 11                      |
| 2006      | FC Pinar del Río                      | FC Villa Clara                           | Alexei Zuasnábar (FC Guantánamo)                                                                                                  | 15                      |
| 2007-2008 | FC Cienfuegos                         | FC Ciudad de La Habana                   | Geovannis Ayala (FC Las Tunas) | 21                      |
| 2008-2009 | FC Cienfuegos                         | FC Villa Clara                           | Maikel Celada (FC Las Tunas) Osmani Montero (CF Camagüey)                                                                         | 16                      |
| 2009-2010 | FC Ciego de Ávila                     | CF Camagüey                              | Sander Fernández (FC Ciego de Ávila)                                                                                              | 29                      |
| 2011      | FC Villa Clara                        | FC Guantánamo                            | Aliannis Urgellés (FC Guantánamo)                                                                                                 | ??                      |
| 2012      | FC Villa Clara                        | CF Camagüey                              | Roberto Linares (FC Villa Clara)                                                                                                  | 12                      |
| 2013      | FC Villa Clara                        | FC Pinar del Río                         | Yénier Márquez (FC Villa Clara)                                                                                                   | 16                      |
| 2014      | FC Ciego de Ávila                     | FC Villa Clara                           | Yoandir Puga (FC Villa Clara) | 13                      |
| 2015      | CF Camagüey                           | FC Cienfuegos                            | Sander Fernández (FC Ciego de Ávila)                                                                                              | 15                      |
| 2016      | FC Villa Clara                        | FC Guantánamo                            | Sander Fernández (FC Ciego de Ávila)                                                                                              | 16                      |
| 2017      | FC Santiago de Cuba                   | CF Camagüey                              | Sander Fernández (FC Ciego de Ávila)                                                                                              | 13                      |
| 2018      | FC Santiago de Cuba                   | FC Ciego de Ávila                        | Ruslán Batista (CF Granma) Allan Pérez (FC Ciego de Ávila)                                                                        | 11                      |
| 2019      | FC Santiago de Cuba                   | FC La Habana                             | Jorge Villalón (FC Santiago de Cuba)                                                                                              | 15                      |

| Saison    | Tournoi semestriel | Champion            | Finaliste           | Meilleur buteur                      | Total buts        |
| 2019-2020 | Apertura           | FC Pinar del Río    | FC Ciego de Ávila   | Sander Fernández (FC Ciego de Ávila) | 8                 |
| 2019-2020 | Clausura           | Tournoi abandonné   | Tournoi abandonné   | Tournoi abandonné                    | Tournoi abandonné |
| 2022      | Apertura           | FC Santiago de Cuba | FC Artemisa         | Yasnay Rivero (FC Artemisa)          | 21                |
| 2022      | Clausura           | FC Artemisa         | FC Santiago de Cuba | Yasnay Rivero (FC Artemisa)          | 21                |
| 2023      | Apertura           | FC Santiago de Cuba | FC Cienfuegos       | Cristian Valiente (FC Holguín)       | ?                 |
| 2023      | Clausura           | FC Cienfuegos       | FC Holguín          | Cristian Valiente (FC Holguín)       | ?                 |

En gras le champion de la saison (à partir de 2019-2020).

### Bilan par club
Depuis le premier championnat de Cuba en 1912 jusqu'à la saison 2023, 107 titres ont été mis en jeu. Sur les  clubs qui sont parvenus à remporter le championnat, les plus titrés sont le FC Villa Clara (14 titres), suivi du Centro Gallego, FC Real Iberia (dont le palmarès inclus les titres gagnés sous le nom de Iberia) et FC Pinar del Río (8 titres ex æquo). 
Le tableau suivant dresse la liste les clubs vainqueurs du championnat de Cuba et, pour chaque club, la division dans laquelle ils évoluent lors de la saison 2022, le nombre de titre(s) remporté(s) et les années correspondantes par ordre chronologique.
| Rang | Clubs                     | 2022                         | Titre(s) | Année(s)                                                                                 |
| ---- | ------------------------- | ---------------------------- | -------- | ---------------------------------------------------------------------------------------- |
| 1    | FC Villa Clara            | Liga Nacional de Fútbol (D1) | 14       | 1980, 1981, 1982, 1983, 1986, 1992, 1996, 1997, 2002-03, 2004-05, 2011, 2012, 2013, 2016 |
| 2    | Centro Gallego            | Disparu                      | 8        | 1931, 1932, 1937, 1938, 1939, 1940, 1945, 1947                                           |
| 2    | Real Iberia               | Disparu                      | 8        | 1917, 1918, 1922, 1923, 1926, 1928, 1929, 1934                                           |
| 2    | FC Pinar del Río          | Liga Nacional de Fútbol (D1) | 8        | 1987, 1988-89, 1989-90, 1991-92, 1995, 1999-00, 2006, Ape. 2019-20                       |
| 5    | Juventud Asturiana        | Disparu                      | 7        | 1927, 1933, 1935, 1936, 1941, 1944, 1948                                                 |
| 6    | FC Ciudad de La Habana    | Liga Nacional de Fútbol (D1) | 6        | 1978, 1979, 1984, 1994, 1998, 2000-01                                                    |
| 6    | Deportivo San Francisco   | Disparu                      | 6        | 1951, 1952, 1953, 1954, 1955, 1957                                                       |
| 8    | FC Ciego de Ávila         | Liga Nacional de Fútbol (D1) | 5        | 1993, 2001-02, 2003, 2009-10, 2014                                                       |
| 8    | Granjeros                 | Disparu                      | 5        | 1968, 1969, 1970, 1975, 1977                                                             |
| 8    | Deportivo Hispano América | Disparu                      | 5        | 1915, 1919, 1920, 1921, 1950                                                             |
| 8    | FC Cienfuegos             | Liga Nacional de Fútbol (D1) | 5        | 1985, 1990-91, 2007-08, 2008-09, 2023                                                    |
| 12   | Industriales              | Disparu                      | 4        | 1963, 1964, 1972, 1973                                                                   |
| 13   | FC Santiago de Cuba       | Liga Nacional de Fútbol (D1) | 3        | 2017, 2018, 2019                                                                         |
| 13   | La Habana                 | Disparu                      | 3        | 1965, 1966, 1967                                                                         |
| 13   | Deportivo Mordazo         | Disparu                      | 3        | 1958, 1959, 1961                                                                         |
| 16   | Rovers AC                 | Disparu                      | 2        | 1912, 1914                                                                               |
| 16   | Azucareros                | Disparu                      | 2        | 1974, 1976                                                                               |
| 16   | Deportivo Puentes Grandes | Disparu                      | 2        | 1942, 1943                                                                               |
| 19   | FC Artemisa               | Liga Nacional de Fútbol (D1) | 1        | 2022                                                                                     |
| 19   | CF Camagüey               | Liga Nacional de Fútbol (D1) | 1        | 2015                                                                                     |
| 19   | FC Holguín                | Liga Nacional de Fútbol (D1) | 1        | 2005-06                                                                                  |
| 19   | La Habana FC              | Disparu                      | 1        | 1916                                                                                     |
| 19   | Casino Español            | Disparu                      | 1        | 1956                                                                                     |
| 19   | El Cerro FC               | Disparu                      | 1        | 1960                                                                                     |
| 19   | Deportivo Español         | Disparu                      | 1        | 1930                                                                                     |
| 19   | Diablos Rojos             | Disparu                      | 1        | 1949                                                                                     |
| 19   | Fortuna FC                | Disparu                      | 1        | 1925                                                                                     |
| 19   | CD Hatuey                 | Disparu                      | 1        | 1913                                                                                     |
| 19   | Olimpia                   | Disparu                      | 1        | 1924                                                                                     |

## Statistiques et records

### Les dix meilleurs buteurs (D1 et D2 confondues)
Source consultée : (es) Juventud Rebelde

| Rang | Joueur            | Nb de buts |
| 1    | Serguei Prado     | 126 buts   |
| 2    | Léster Moré       | 123 buts   |
| 3    | Ariel Betancourt  | 122 buts   |
| 4    | Sander Fernández  | 110 buts   |
| 5    | Héctor Ramírez    | 109 buts   |
| 6    | Roberto Pereira   | 108 buts   |
| 6    | Geovannis Ayala   | 108 buts   |
| 8    | Yoandir Puga      | 107 buts   |
| 9    | Armando Coroneaux | 106 buts   |
| 10   | Ruslán Batista    | 101 buts   |

En gras les joueurs encore en activité en championnat.